# Truman (album)
Truman è il terzo album in studio del rapper italiano Shade, pubblicato il 16 novembre 2018.
L'album è stato ristampato l'8 febbraio 2019 con il titolo Truman (Sanremo Edition), in una nuova edizione contenente quattro tracce aggiuntive, compreso il singolo Senza farlo apposta con cui il rapper ha partecipato al Festival di Sanremo 2019 assieme a Federica Carta.

## Tracce

### Truman
1. Ouverture (Welcome to the Show) (prod. Jaro, Keezy) – 2:14 (testo: Carlo Alberto Arnaud, Vito Ventura – musica: Vito Ventura, Francesco Perrelli, Giacomo Roggia)
2. Tutti a casa (feat. J-Ax) (prod. Jaro, Keezy) – 2:59 (testo: Alessandro Aleotti, Carlo Alberto Arnaud, Vito Ventura – musica: Jacopo Angelo Ettorre, Francesco Perrelli, Giacomo Roggia)
3. Figurati noi (feat. Emma Muscat) (prod. Jvli) – 3:17 (testo: Julien Boverod, Vito Paparella – musica: Carlo Alberto Arnaud, Julien Boverod, Vito Ventura, Giacomo Roggia)
4. Bene ma non benissimo (prod. Paki & Jaro) – 3:12 (testo: Vito Ventura – musica: Pasquale Lorusso, Giacomo Roggia)
5. Le cose peggiori (feat. Nitro) (prod. Keezy) – 2:56 (testo: Nicola Albera, Carlo Alberto Arnaud, Vito Ventura – musica: Nicola Albera, Vito Paparella, Francesco Perrelli)
6. La festa di Stacy (Skit) – 0:41 (Vito Ventura)
7. Severo ma giusto (prod. Jaro, Salento Guys) – 2:51 (testo: Carlo Alberto Arnaud, Jacopo Angelo Ettorre, Vito Ventura – musica: Antonio Maniglio, Giacomo Roggia)
8. Irraggiungibile (feat. Federica Carta) (prod. Jaro, Salento Guys) – 3:29 (testo: Vito Ventura – musica: Carlo Alberto Arnaud, Luca De Blasi, Antonio Maniglio, Giacomo Roggia)
9. Amore a prima insta (prod. Jaro) – 3:02 (testo: Jacopo Angelo Ettorre, Vito Ventura, Giacomo Roggia – musica: Carlo Alberto Arnaud, Jacopo Angelo Ettorre, Vito Ventura, Giacomo Roggia)
10. Je t'aime (feat. Bouchra) (prod. Itaca, Jaro) – 2:49 (testo: Bouchra Dibe, Jacopo Angelo Ettorre, Vito Ventura – musica: Giordano Cremona, Leonardo Grillotti, Davide Eugenio Maimone, Federico Mercuri, Giacomo Roggia)
11. Il tuo anno (feat. Grido) (prod. Keezy) – 3:22 (testo: Luca Paolo Aleotti, Vito Ventura, Francesco Perrelli – musica: Luca Paolo Aleotti, Carlo Alberto Arnaud, Vito Ventura, Francesco Perrelli)
12. Replay (prod. Jvli) – 3:25 (testo: Carlo Alberto Arnaud, Julien Boverod, Vito Ventura – musica: Julien Boverod, Vito Paparella, Giacomo Roggia)
13. Jesus Christ Webstar (prod. Salento Guys, Jaro) – 3:53 (testo: Vito Ventura – musica: Carlo Alberto Arnaud, Luca De Blasi, Antonio Maniglio, Giacomo Roggia)

### Truman (Sanremo Edition)
1. Senza farlo apposta (con Federica Carta, prod. Jaro) – 3:36 (testo: Jacopo Angelo Ettorre, Vito Ventura – musica: Giacomo Roggia)
2. Ouverture (Welcome to the Show) – 2:14
3. Tutti a casa (feat. J-Ax) – 2:59
4. Figurati noi (feat. Emma Muscat) – 3:16
5. Bene ma non benissimo – 3:12
6. Le cose peggiori (feat. Nitro) – 2:56
7. La festa di Stacy (Skit) – 0:41
8. Severo ma giusto – 2:51
9. Irraggiungibile (feat. Federica Carta) – 3:29
10. Amore a prima insta – 3:02
11. Je t'aime (feat. Bouchra) – 2:49
12. Il tuo anno (feat. Grido) – 3:22
13. Replay – 3:25
14. Jesus Christ Webstar – 3:53
15. Truman (prod. Jaro) – 3:32 (testo: Carlo Alberto Arnaud, Vito Paparella, Giacomo Roggia – musica: Vito Ventura, Giacomo Roggia)
16. Boh, non so (prod. Jaro, Jvli, Keezy) – 2:42 (testo: Carlo Alberto Arnaud, Vito Ventura – musica: Julien Boverod, Francesco Perrelli, Giacomo Roggia)
17. Young disastro (prod. Jvli) – 3:12 (testo: Carlo Alberto Arnaud, Vito Ventura, Francesco Perrelli – musica: Julien Boverod, Francesco Perrelli)

## Classifiche
| Classifica (2018) | Posizione massima |
| ----------------- | ----------------- |
| Italia            | 8                 |